# Сараева, Сара Зейналабдин кызы
Сара Зейналабдин кызы Сараева (в девичестве — Тагиева; азерб. Sara Zeynalabdin qızı Sarayeva (Tağıyeva); 20 мая 1899, Дворец Зейналабдина Тагиева, Баку — 15 декабря 1991, Баку) — дочь азербайджанского промышленника и мецената Гаджи Зейналабдина Тагиева, библиотекарь читального зала Азербайджанского педагогического института им. М. Ф. Ахундова.

## Биография

### Детство и юность
Родилась 20 мая 1899 года в Баку в семье азербайджанского промышленника и мецената Гаджи Зейналабдина Тагиева и его второй супруги Соны Тагиевой, являвшейся, в свою очередь, дочерью генерал-лейтенанта Русской императорской армии Балакиши Араблинского. Сара родилась в особняке своего отца, где сегодня расположен Национальный музей истории Азербайджана. У Сары были также старшая сестра Лейла, младшие братья Мамед и Ильяс и младшая сестра Сурая.
Сара Тагиева получила очень хорошее по тем временам образование. Помимо родного азербайджанского языка, в совершенстве владела немецким, французским и русским языками, играла на рояле, увлекалась живописью. Также Тагиева наизусть знала Коран, которому её, по велению отца, учил мулла из старинного квартала Баку Ичери-шехер.
Окончив в Санкт-Петербурге Институт благородных девиц, получила специальность преподавателя-филолога и вернулась в Баку. Здесь она вышла замуж за аристократа Зейналбека Селимханова, семья которого также была известна своей благотворительной деятельностью.

### Репрессии
После установления в Азербайджане советской власти, все предприятия Гаджи Зейналабдина Тагиева были национализированы. Тагиев потерял почти всё своё состояние. Но благодаря вмешательству первого председателя СНК Азербайджанской ССР Наримана Нариманова в благодарность за помощь в получении медицинского образования, Тагиеву была оставлена его вилла в Мардакяне. Туда семья Тагиевых и переехала в начале 1920-х.
После смерти отца в 1924 году семья была выселена из виллы в Мардакяне. Сара вместе с дочерью Сафией переехала в Ичери-шехер, где у её мужа, Зейналбека Селимханова, оставался дом.
В 1931 году, в связи с давлением властей Сара Тагиева, вынуждена была покинуть Баку. Её дочь же осталась со своим отцом. Тагиева переехала в Ленинград. Здесь Сара Тагиева была арестована по подозрению в причастности к убийству секретаря Ленинградского обкома партии Сергея Кирова. Тагиеву поместили в карцер, где подвергали пыткам, пытаясь выбить признательные показания. Вскоре, не добившись признаний, Тагиеву отпустили. Через некоторое время после освобождения Сара Тагиева познакомилась с Николаем Сараевым, работавшем бухгалтером на одном из ленинградских заводов. Пара вскоре поженилась. У Сары Сараевой родились двое сыновей — Олег и Лев.

### Возвращение в Баку и работа над реабилитацией отца
В 1941 году началась Великая Отечественная война. Муж Сары Николай Сараев погиб на фронте. Сама же Сара Сараева вернулась с сыном Львом в Баку. Другого же сына Олега она оставила у сестры мужа в Ленинграде, так как понимала, что с двумя детьми ей в Баку будет очень тяжело.
В 1955—1957 годах Сара Сараева работала в должности библиотекаря читального зала Азербайджанского педагогического института им. М. Ф. Ахундова. В Баку она долгое время работала над восстановлением правдивых сведений о прогрессивной деятельности своего отца. В те годы в трудах обществоведов Тагиев характеризовался как жестокий эксплуататор рабочего класса, азербайджанского народа, враг науки, культуры, прогресса. Даже в изданной Институтом истории Академии наук Азербайджанской ССР «Истории Азербайджана» заслуги Тагиева в открытии в Баку женского русско-мусульманского училища, театра, сельскохозяйственной школы приписали другим. Саре Сараевой удалось собрать множество документов, подтверждающих вклад Тагиева в просветительство, образование, культуру, строительство, науку, а также отзывы тех, кто получил образование на средства её отца.
В 1966 году Сара Сараева представила в Институт философии Академии наук СССР и Институт стран Азии и Африки свою научную работу о применении философских знаний, касающихся подхода к событиям истории Азербайджана и связанных с деятельностью Тагиева. Только спустя три года после долгих споров Академия наук Азербайджанской ССР согласилась с выводами, сделанными Сарой Сараевой.
В Баку Сара Сараева долгие годы жила в полуподвальном помещении жилого здания. Лишь под конец жизни ей дали квартиру на проспекте Нариманова.

### Кончина
Последние дни перед смертью Сара Сараева лежала в реанимации Республиканской больницы. Здесь она и скончалась 15 декабря 1991 году от ишемического инсульта. В ту ночь рядом с ней был только её сын Лев Сараев. Похоронена рядом с могилой отца Г. З. Тагиева в посёлке Мардакян.

## Семья и потомки
- Первый муж — Зейналбек Селимханов.
  - Дочь — Сафия Селимханова[7].
    - Внук — Кямал Абдуллаев.
    - Внучка — Камилла Абдуллаева.
    - Внук — Фуад Абдуллаев.
    - Внучка — Наиля Абдуллаева.
    - Внук — Тофик Абдуллаев[3].

- Второй муж — Николай Сараев;
  - Сын — Олег Сараев
  - Сын — Лев Сараев
    - Внук — Олег Сараев (?—2012)[4]
    - Внук — Дмитрий Сараев, подполковник полиции[4].

## Память
В последние годы жизни Сары Сараевой кинорежиссёр Аяз Салаев снял о ней документальный фильм.
В мае 2019 года в Национальном музее истории Азербайджана состоялось мероприятие в связи с 120-летием Сары Тагиевой.